# Почаївська лавра з півдня
Почаївська Лавра з півдня — картина 1846 року роботи Тараса Шевченка. Зображує південну сторону Почаївської лаври.
Виконана на папері з параметрами 28,9 × 37,8 аквареллю. Справа внизу чорнилом підпис автора: Шевченко. На звороті ескіз: Почаївська лавра з заходу. На звороті зліва вгорі чорнилом напис: 1846 Почаївська лавра з півдня.

## Історія створення
21 вересня 1846 р. Тарас Шевченко виїхав на Волинь та Поділля за відрядженням Археографічної комісії, яка тоді називалася «Временная комиссия для разбора древних актов». Комісією було визначено обсяг робіт у Почаївській лаврі, а саме:.
З малюнків, виконаних під час подорожі на Волинь, збереглося чотири акварелі та ескізи олівцем. Ці малюнки були останніми з відомих нам робіт, виконаних Шевченком за завданням Археографічної комісії.

## Попередні місця збереження
Попередні місця збереження:
- Музей української старовини В. В. Тарновського в Чернігові — № 153,|  | кроме сего, отправьтесь в Почаевскую лавру и там снимите: а) общий наружный вид лавры, б) внутренность храма и в) вид на окрестность с террасы |
- Чернігівський обласний історичний музей,
- Галерея картин Т. Г. Шевченка у Харкові.

1929 p. експонувався на виставці творів Тараса Шевченка у Чернігові.